# باول هينز
باول هينز (بالإنجليزية: Paul Haines)‏ هو كاتب أغاني وكاتب وشاعر أمريكي، ولد في 1933، وتوفي في 21 يناير 2003.

## وصلات خارجية
- باول هينز على موقع ميوزك برينز (الإنجليزية)
- باول هينز على موقع أول ميوزيك (الإنجليزية)
- باول هينز على موقع ديسكوغز (الإنجليزية)